# Луис Мариано
Мариа́но Эусе́био Гонса́лес-и-Гарси́я (исп. Mariano Eusebio González y García), известный под сценическим псевдонимом Луис Мариано (исп. Luis Mariano; 13 августа 1914 — 15 июля 1970) — испанский тенор баскского происхождения, большую часть жизни проведший во Франции.
Известность Луису Мариано принесли роли во французских опереттах и музыкальных фильмах 1950-х — 1960-х годов.

## Биография
Мариано родился в баскском городе Ируне в семье автомеханика. С началом Гражданской войны семейство переехало из Ируна во французский Бордо. Ещё в школе Мариано проявлял больше интереса к пению и музыке, чем к грамматике и математике. Он решил стать оперным певцом, и был принят в консерваторию Бордо.
В 1940 году он познакомился с Жанной Лажискард, управлявшей магазином пластинок. Она ввела его в артистические круги. Директор консерватории Гастон Пуле, в свою очередь, представил молодого таланта певице Жанин Мишо, которая тоже взяла его под опеку. В сентябре 1942 года, получив рекомендацию к известному тогда преподавателю пения, тоже баску, Мигелю Фонтеча, Мариано перебрался в Париж.
В 1943 году композитор Ги Лафарж познакомил его с режиссёром Максом де Рьё, который взял его на роль Эрнесто в постановку оперы-буфф «Дон Паскуале» на сцене дворца Шайо. В это же время Мариано начинает петь в комических радиоспектаклях и получает роль в фильме «Бесконечная лестница» с Мадлен Рено и Пьером Фресне.
Двумя годами позже Луис Мариано записывает первые пластинки: «Amor Amor» и «Besame mucho». В апреле 1945 года он выступает в Шайо с латиноамериканкой Кармен Торрес, а в ноябре делит сцену театра с Эдит Пиаф и Ивом Монтаном.
Кроме того, он познакомился с композитором Франсисом Лопесом и либреттистом Раймоном Венси, которые работали над опереттой «Красавица из Кадиса». Роль в этой постановке, премьера которой состоялась 24 декабря 1945 года в казино «Монпарнас», принесла Луису Мариано настоящую славу. Оперетта шла пять лет подряд, хотя изначально планировалось только шесть недель представлений.
Пик популярности Луиса Мариано пришёлся на 1951—1952 годы. Особенную известность ему принесли партии в опереттах «Андалусия» (1947), «Певец из Мехико» (1951) и «Небесный рыцарь» (1955). По таким опереттам, как «Певец из Мехико» и «Царевич» были сняты фильмы.

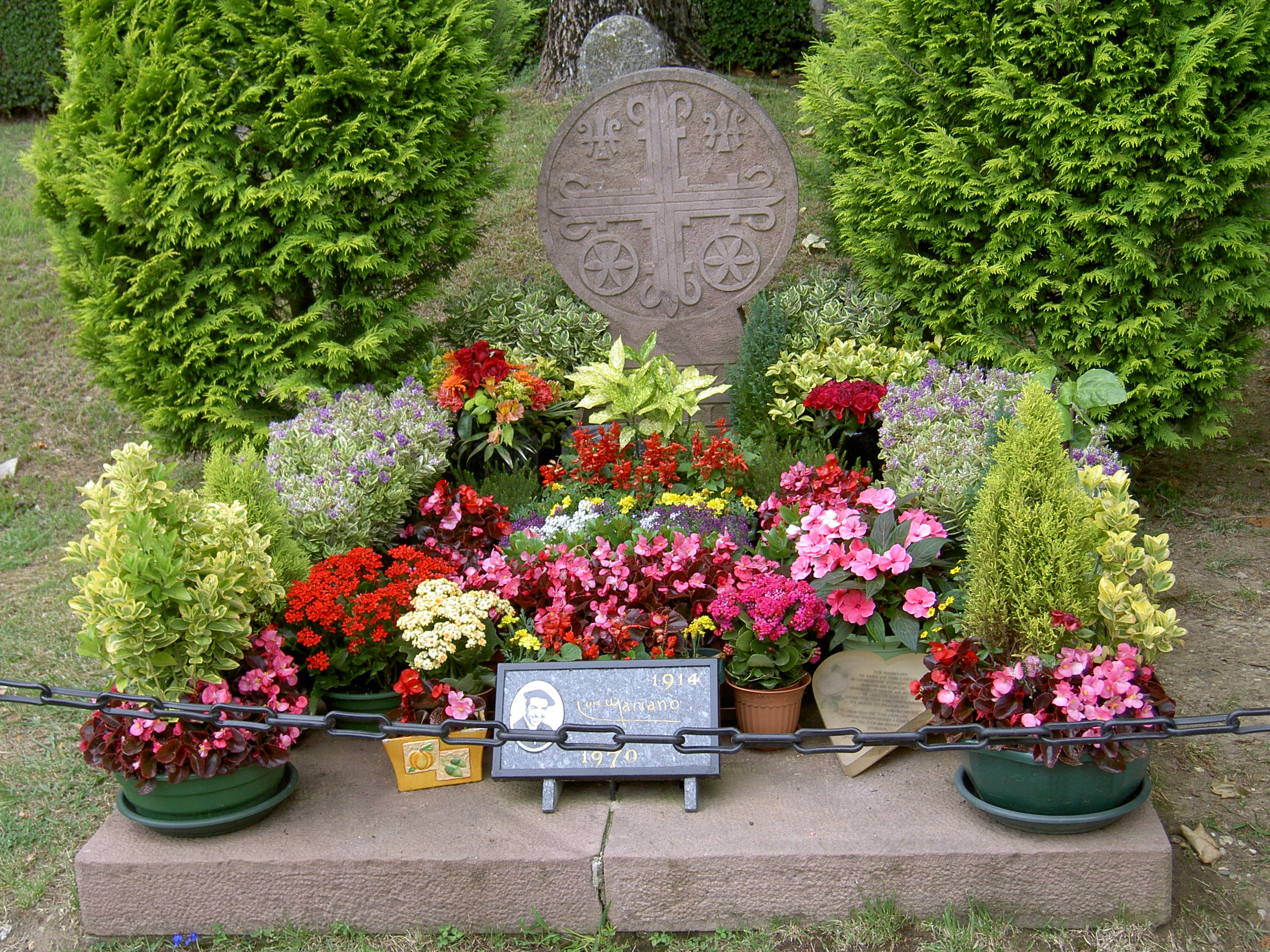
Цветы на могиле Луиса Мариано

В кино Мариано снимается ещё с конца 1940-х годов — например, в музыкальных комедиях «Я люблю только тебя», «Нет уик-эндов у нашей любви» (1949) и «Императорские фиалки» (1952). Были у него и серьёзные вокальные партии — как в фильме 1955 года «Наполеон».
В конце 1950-х традиционных исполнителей с экранов телевизора стала вытеснять мода «йе-йе», и карьера Луиса Мариано стала клониться к закату, хотя и в это время он пел в достаточно успешых опереттах «Тайна Марко Поло» (1959), «Виза на любовь» (1961) и «Принц Мадрида» (1967).
В связи с болезнью 10 мая 1970 года Луис Мариано объявил об уходе со сцены, а 15 июля того же года (по другим данным, днём раньше) скончался в Париже. Его останки покоятся на кладбище коммуны Арканг (Аррангойце) в баскских землях Франции.